# أليكس ليما
أليكس تنوريو رودريغيز دي ليما (2 أكتوبر 1988 في ماسايو في البرازيل – )؛ هو لاعب كرة قدم يلعب كمدافع .

## وصلات خارجية
- أليكس ليما على موقع قاعدة بيانات كرة القدم.إي يو (الإنجليزية)
- أليكس ليما على موقع Soccerway.com (الإنجليزية)